# Indisk gröngöling
Indisk gröngöling (Picus xanthopygaeus) är en asiatisk fågel i familjen hackspettar inom ordningen hackspettartade fåglar. Den förekommer som namnet avslöjar i Indien, men även vidare österut till sydvästra Kina och Sydostasien. IUCN listar den som livskraftig.

## Utseende

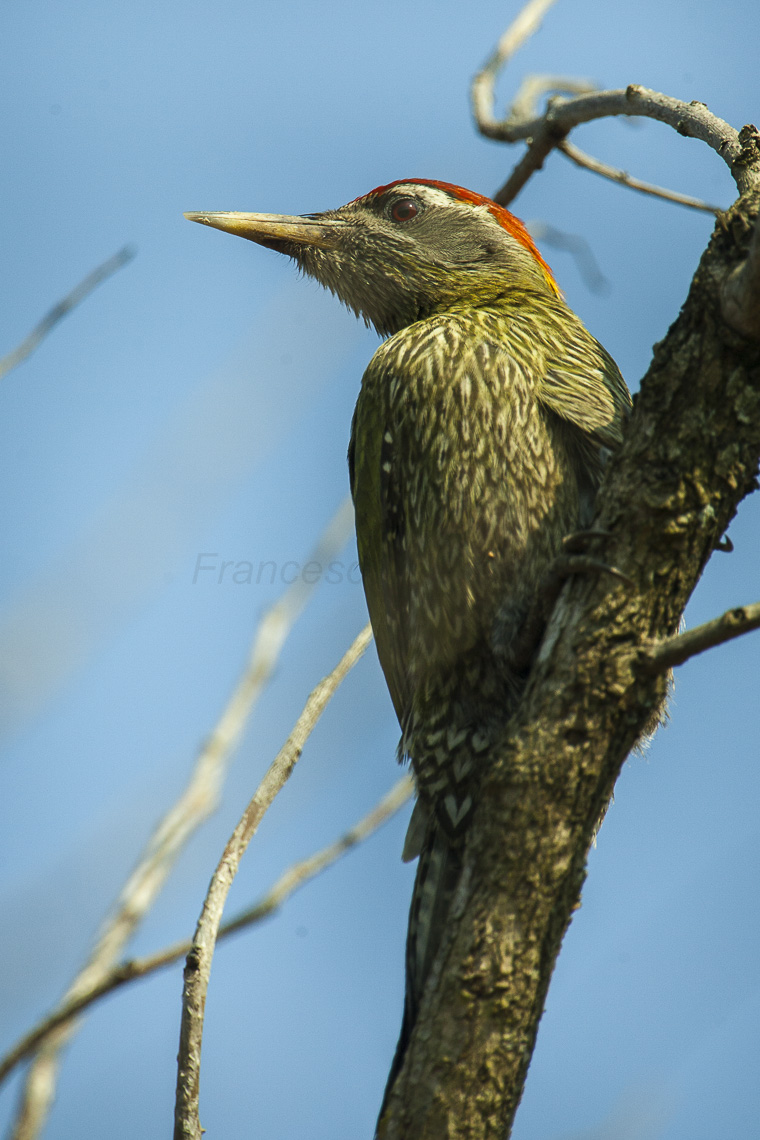

Indisk gröngöling är en medelstor (30 cm) grönbrun hackspett med tydligt vita ögonbryns- och mustaschstreck. Hanen har röd hjässa. honan svart. Undersidan är tydligt fjällad. Jämfört med fjällig gröngöling är den mindre med mörk näbb istället för ljus, ljust öga (ej rödaktigt), streckad strupe och otydlig bandning på stjärten.

## Läte
Indisk gröngöling är en rätt tystlåten fågel. Ibland hörs ett tyst "pik".

## Utbredning och systematik
Indisk gröngöling förekommer från indiska subkontinenten till Myanmar, sydvästra Kina och Sydostasien. Den behandlas som monotypisk, det vill säga att den inte delas in i några underarter. Genetiska studier pekar på att arten verkar vara närmast släkt med rödhuvad gröngöling (P. rabieri), burmagröngöling (P. viridanus) och spetsgröngöling (P. vittatus).

## Levnadssätt
Arten hittas i lövskog och plantage. Den födosöker på marken eller på trädstammar på jakt efter ryggradslösa djur. Liksom de flesta andra hackspettar häckar den i trädhål som den själv hackar ut.

## Status och hot
Arten har ett stort utbredningsområde, men tros minska i antal, dock inte tillräckligt kraftigt för att den ska betraktas som hotad. Internationella naturvårdsunionen IUCN listar arten som livskraftig (LC). Världspopulationen har inte uppskattats men den beskrivs som ganska vanlig.

## Namn
Fågeln har på svenska även kallats indisk grönspett, men gruppnamnet grönspettar reserveras numera enbart till släktet Chrysophlegma. Dess vetenskapliga artnamnet xanthopygaeus är en latinisering av grekiskans xanthos ("gul") och -pugios ("-gumpad"), alltså "gulgumpad".